# Iglesia de Santa María de la Cuesta (Cuéllar)
La iglesia de Santa María de la Cuesta es un templo católico ubicado en la villa española de Cuéllar, en la provincia de Segovia.

## Descripción
Está ubicada en la villa de Cuéllar, municipio de la provincia de Segovia, comunidad autónoma de Castilla y León. Se levanta sobre una de las colinas que rodean la villa, y es otra de las iglesias mudéjares del siglo XIII que posee Cuéllar, aunque en ella se puede apreciar poco este estilo, debido a las diversas modificaciones que ha sufrido. Conserva en su portada principal un atrio de arcadas mudéjares.
Está documentada ya a principios del siglo XII, y el historiador segoviano Diego de Colmenares sugiere que es parte de un antiguo convento templario; así parecen corroborar los restos de fortificación de la parte trasera de la iglesia, al igual que la huerta cercada que posee y otras edificaciones adyacentes.
El retablo mayor, de estilo barroco, es obra de Juan Correas y Blas Martínez de Obregón, y está dedicado a las ánimas, tiene advocación a la Inmaculada, cuya imagen preside el altar, acompañada de una de San Joaquín y San José. Corona el conjunto un lienzo que representa la Ascensión. Sobre el sagrario, un niño Jesús que porta en su mano un globo terráqueo, rematado por una cruz.
En el interior también se conservan varias obras procedentes del convento de la Trinidad, como un Calvario o una mesa de altar en la que figura el nombre de San Simón de Rojas, fundador de la Congregación del Ave María para el servicio de pobres y enfermos en Madrid y que ocupó cargos relevantes en los trinitarios cuellaranos.
También alberga este templo la imagen de san Isidro Labrador, cuya fiesta se sigue celebrando.